# Liste des monuments nationaux du Cesar
Cet article liste les monuments nationaux du Cesar, en Colombie. Au 16 juin 2015, 22 monuments nationaux étaient recensés, dont le parc national de la Sierra Nevada de Santa Marta qui s'étend également sur les départements du Magdalena et de La Guajira.

## Listes

### Patrimoine matériel
| Code national | Monument                                  | Municipalité(s) | Adresse | Coordonnées                        | Date | Illustration                    |
| ------------- | ----------------------------------------- | --------------- | ------- | ---------------------------------- | ---- | ------------------------------- |
|               | Gare ferroviaire de Cruce Patiño          | Aguachica       |         | à géolocaliser                     | 1996 | Image manquante Téléverser      |
|               | Gare ferroviaire de Santa Lucia           | Aguachica       |         | à géolocaliser                     | 1996 | Image manquante Téléverser      |
|               | Gare ferroviaire de San José de Torcoroma | Aguachica       |         | à géolocaliser                     | 1996 | Image manquante Téléverser      |
|               | Gare ferroviaire de Champán               | Chimichagua     |         | 9° 11′ 30″ nord, 73° 38′ 44″ ouest | 1996 | Image manquante Téléverser      |
|               | Gare ferroviaire de Zapatosa              | Chimichagua     |         | 9° 00′ 23″ nord, 73° 41′ 48″ ouest | 1996 | Image manquante Téléverser      |
|               | Gare ferroviaire d'Aguas Frías            | Chiriguaná      |         | à géolocaliser                     | 1996 | Image manquante Téléverser      |
|               | Gare ferroviaire de Chiriguaná            | Chiriguaná      |         | 9° 21′ 41″ nord, 73° 34′ 02″ ouest | 1996 | Image manquante Téléverser      |
|               | Gare ferroviaire d'El Paso                | Chiriguaná      | Détruit | à géolocaliser                     | 1996 | Image manquante Téléverser      |
|               | Gare ferroviaire de Bosconia              | El Copey        | Détruit | à géolocaliser                     | 1996 | Image manquante Téléverser      |
|               | Gare ferroviaire de Loma Colorada         | El Copey        | Détruit | à géolocaliser                     | 1996 | Image manquante Téléverser      |
|               | Gare ferroviaire de Buturama              | Gamarra         | Détruit | à géolocaliser                     | 1996 | Image manquante Téléverser      |
|               | Gare ferroviaire de Gamarra               | Gamarra         |         | à géolocaliser                     | 1996 | Image manquante Téléverser      |
|               | Gare ferroviaire de Palenquillo           | Gamarra         |         | à géolocaliser                     | 1996 | Image manquante Téléverser      |
|               | Gare ferroviaire de La Gloria             | La Gloria       |         | à géolocaliser                     | 1996 | Image manquante Téléverser      |
|               | Gare ferroviaire de Palestina             | Pailitas        |         | à géolocaliser                     | 1996 | Image manquante Téléverser      |
|               | Gare ferroviaire de San Alberto           | San Alberto     |         | à géolocaliser                     | 1996 | Image manquante Téléverser      |
|               | Gare ferroviaire de Pelaya                | Tamalameque     |         | à géolocaliser                     | 1996 | Image manquante Téléverser      |
|               | École nationale Loperena                  | Valledupar      |         | à géolocaliser                     | 1993 | École nationale Loperena        |
|               | Lieu de fondation de Valledupar           | Valledupar      |         | à géolocaliser                     | 1993 | Lieu de fondation de Valledupar |
|               | Chapelle de Badillo                       | Valledupar      |         | à géolocaliser                     | 2004 | Chapelle de Badillo             |
|               | Chapelle coloniale de Valencia de Jesús   | Valledupar      |         | à géolocaliser                     | 2004 | Image manquante Téléverser      |

### Patrimoine naturel
| Code national | Monument                                         | Municipalité(s) | Adresse | Coordonnées                         | Date | Illustration                                     |
| ------------- | ------------------------------------------------ | --- | ------- | ----------------------------------- | ---- | ------------------------------------------------ |
|               | Parc national de la Sierra Nevada de Santa Marta | S'étend sur 3 départements : - Valledupar (CES) - Santa Marta (MAG) - Ciénaga (MAG) - Aracataca (MAG) - Fundación (MAG) - Riohacha (LAG) - San Juan del Cesar (LAG) |         | 10° 52′ 00″ nord, 73° 43′ 00″ ouest | 1977 | Parc national de la Sierra Nevada de Santa Marta |